# Рамнагар (Уттаракханд)
Рамнагар (англ. Ramnagar, хинди रामनगर) — город в индийском штате Уттаракханд в округе Найнитал. Расположен на берегах реки Коши в 105 километрах от административного центра округа — города Найнитала. Является местом отправления для туристических экскурсий в национальный парк «Джим Корбетт». Средняя высота над уровнем моря — 345 метров. По данным всеиндийской переписи 2001 года население Рамнагара составляло 47 099 человек.